# 말와 술탄국
말와 술탄국(페르시아어: سلطنتِ مالوہ)은 1392년부터 1562년까지 오늘날 인도의 마디아프라데시주와 라자스탄주 남동부를 관할하던 말와 지역의 중세 후기 이슬람 술탄국이다. 1401/2년 티무르의 침공과 델리 술탄국의 붕괴 이후 말와를 독립 왕국으로 만든 딜라와르 칸에 의해 설립되었다. 1561년에 마지막 술탄인 바즈 바하두르 치세에 말와 술탄국은 무굴 제국에게 정복되어 제국의 수바가 되었다.

## 기원
딜라와르 칸은 델리 술탄국의 아프간  또는 튀르크-아프간계 총독이었다. 딜라와르 칸은 1392년 이후 델리에 조공을 바치는 것을 중단했다. 1437년, 딜라외르 칸의 고르 왕조는 킬지 튀르크족인 마흐무드 할지에 의해 전복되었다.

## 역사

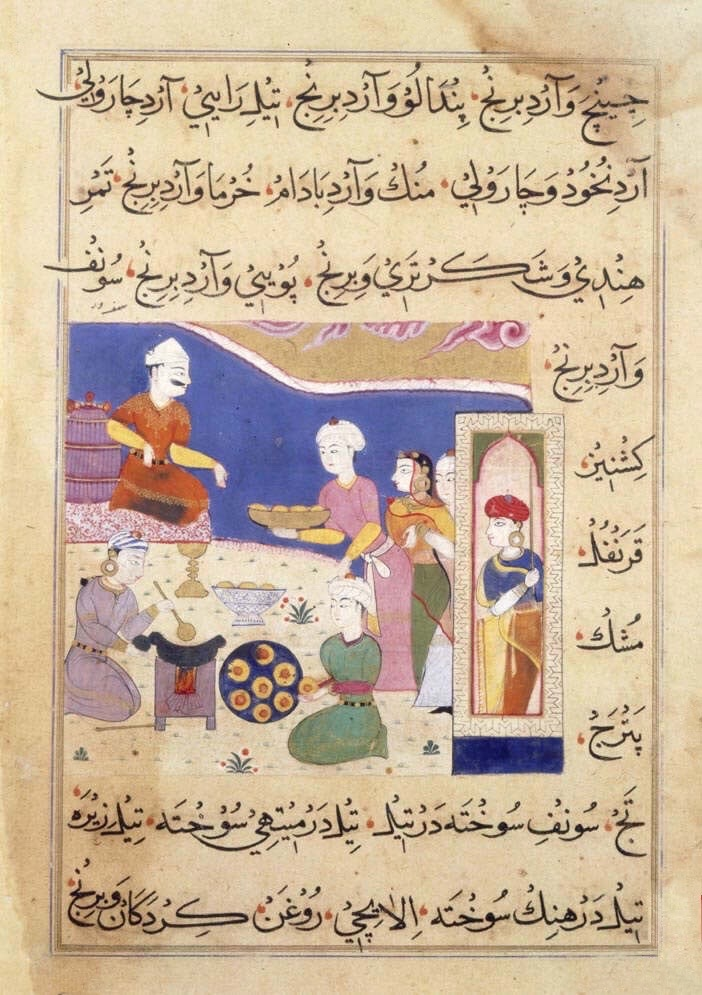
만두에서 말와의 술탄 기야스 알딘을 위한 와다 준비

### 고르 왕조
말와의 술탄국은 1392년에 독립을 주장했지만 실제로는 1401년까지 왕족의 기치를 맡지 않은 델리 술탄국의 말와 총독인 딜라와르 칸에 의해 설립되었다. 초기에 다르는 새 왕국의 수도였지만 곧 만두로 옮겨져 샤디아바드(기쁨의 도시)로 이름이 바뀌었다. 그의 죽음 이후, 호샹 샤라는 칭호를 맡은 그의 아들 알프 칸이 술탄위를 계승했다.

펀자브 출신의 무자파르족 자파르 칸 무자파르 샤 1세는 호샹을 살인 혐의로 고발하고 말와를 침공했으며, 호샹은 패배하여 포로로 잡혔다.

### 할지 왕조
딜라와르 칸이 세운 고르 왕조는 1436년 5월 16일에 자신을 왕으로 선포한 마흐무드 할지로 대체되었다. 그가 세운 할지 왕조는 1531년까지 말와를 통치했다.
술탄국은 1519년 메와르 왕국의 라지푸트 왕 라나 상가의 지속적인 침략 이후 크게 쇠퇴했다. 마흐무드 할지 1세의 자리는 그의 장남 기야스 웃딘이 계승했다. 기야스 웃딘 말기에 그는 두 아들 사이의 왕위 다툼으로 고통받았으며, 결국 나시르 웃딘이 알랑 웃딘에 대한 승리를 거두고 1510년 10월 22일 왕위에 올랐다. 마지막 통치자 마흐무드 샤 2세는 1531년 5월 25일 만두 요새가 바하두르에게 함락된 후 구자라트 술탄 바하두르 샤에게 항복했다.

### 무자파르 정복
1518년부터 마흐무드 샤 2세는 구자라트 술탄의 봉신이 되었다. 마지막 통치자 마흐무드 샤 2세는 1531년 5월 25일 만두 요새가 바하두르에게 함락된 후 구자라트 술탄 바하두르 샤에게 항복했다. 후마윤은 1535-36년 동안 짧은 기간 동안 이곳을 점령했지만, 구자라트인들은 1542년까지 바하두르 샤에게 충성을 바쳐 말와를 수복하였다.

### 복원된 할지 왕조
1537년, 이전 할지 왕조 통치자의 전 장교였던 카디르 샤는 이전 왕국의 일부에 대한 통제권을 되찾았다. 그러나 1542년 셰르 샤 수리가 왕국을 정복해 그를 물리치고 총독으로 슈자아트 칸을 임명했다. 그의 아들 바즈 바하두르는 1555년에 독립을 선언했다. 구자라트인 마흐무드 칸의 전 와지르였던 다리아 칸 구자라트가 우자인을 통치했다.
1561년 무굴 황제 악바르는 아담 칸과 피르 무함마드 칸이 이끄는 무굴군을 파견하여 말와를 공격하고 1561년 3월 29일 사랑가푸르 전투에서 바즈 바하두르를 물리쳤으며 무굴의 말와 정복이 절정에 달했다. 악바르는 곧 아담 칸을 소환하고 피르 무함마드에게 명령을 내렸다. 피르 무함마드는 칸데시를 공격하고 부르한푸르까지 진격했지만 칸데시의 미란 무바라크 샤 2세, 베라르 술탄국의 투팔 칸 및 바즈 바하두르의 세 세력 연합에 의해 패배했다. 피르 무함마드는 후퇴하는 동안 사망했다. 남부군은 무굴군을 추격하여 말와에서 그들을 몰아냈다. 바즈 바하두르는 짧은 기간 동안 그의 왕국을 되찾았다. 1562년에 악바르는 우즈베그인 압둘라 칸이 이끄는 또 다른 군대를 보냈고 마침내 바즈 바하두르를 물리쳤다. 그는 치토르가르로 도망갔다. 이후 이 지역은 무굴 제국의 수바(속주)로 편입되어 우자인을 주도로 한 말와 수바가 되었고 압둘라 칸이 첫 총독으로 임명되었다.

## 예술과 건축

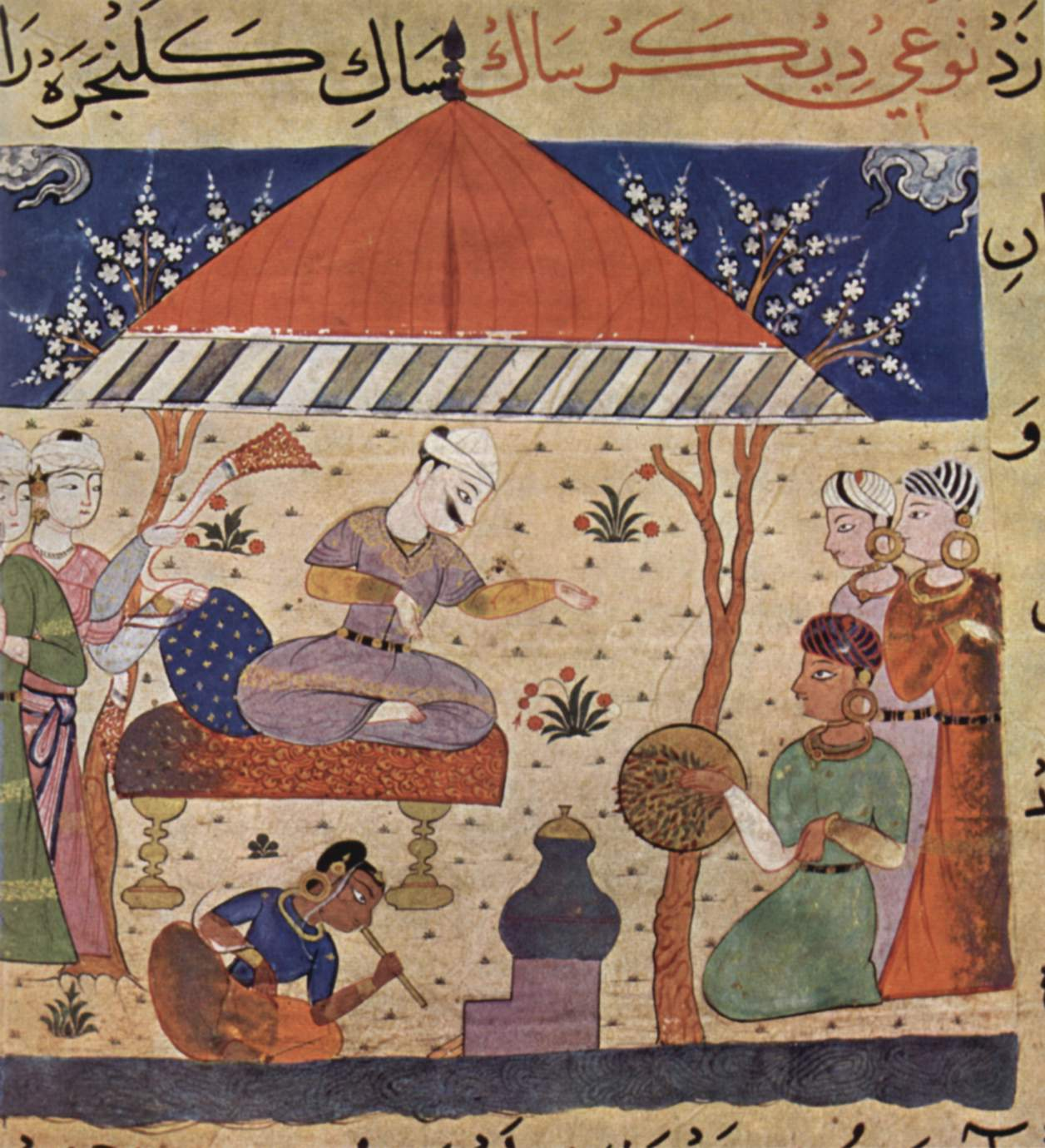
나시르 앗딘 샤 치세에 완성된 니마트 나마 원고의 삽화

### 말와 삽화
술탄국 시대에 많은 주목할만한 삽화 원고가 준비되었다. 칼파수트라(1439)의 도해 원고(현재 델리 국립 박물관에 있음)는 마흐무드 샤 1세의 치세 동안 만두에서 작성되었다. 그러나 가장 흥미로운 것은 니마트 나마의 원고이다. 기야스 웃딘의 많은 초상화가 있지만 콜로폰은 나시르 웃딘이라는 이름을 가지고 있다. 이 시기에 주목할만한 다른 삽화 원고로는 희귀어 사전인 미프타 울푸잘라, 하지 마흐무드가 그린 부스탄(1502), 아자이브 우스사나티(1508)가 있다. 안와르 이수하일리(현재 델리 국립 박물관에 있음)의 또 다른 사본도 이 시기에 속할 것이다.

### 말와 건축

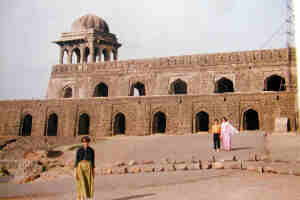
말와 술탄국의 수도인 만두의 라니 루프마티 누각

술탄국 시대에 지어진 기념물은 거의 만두에 집중되어 있다. 초기 기념물은 이슬람교의 계획 및 관습에 따라 이전 힌두 사원의 재료로 조립되었다. 그러나 그들의 본질적인 힌두 사원의 모습을 숨기거나 변경하기 위해 아무런 작업도 벌이지 않은 것 같다. 그중 중요한 것은 만두에 있는 카말 마울라 마스지드(c.1400), 랄 마스지드(1405), 딜라와르 칸의 마스지드(c.1405) 및 말리크 무기스의 마스지드(1452) 등이 있다.

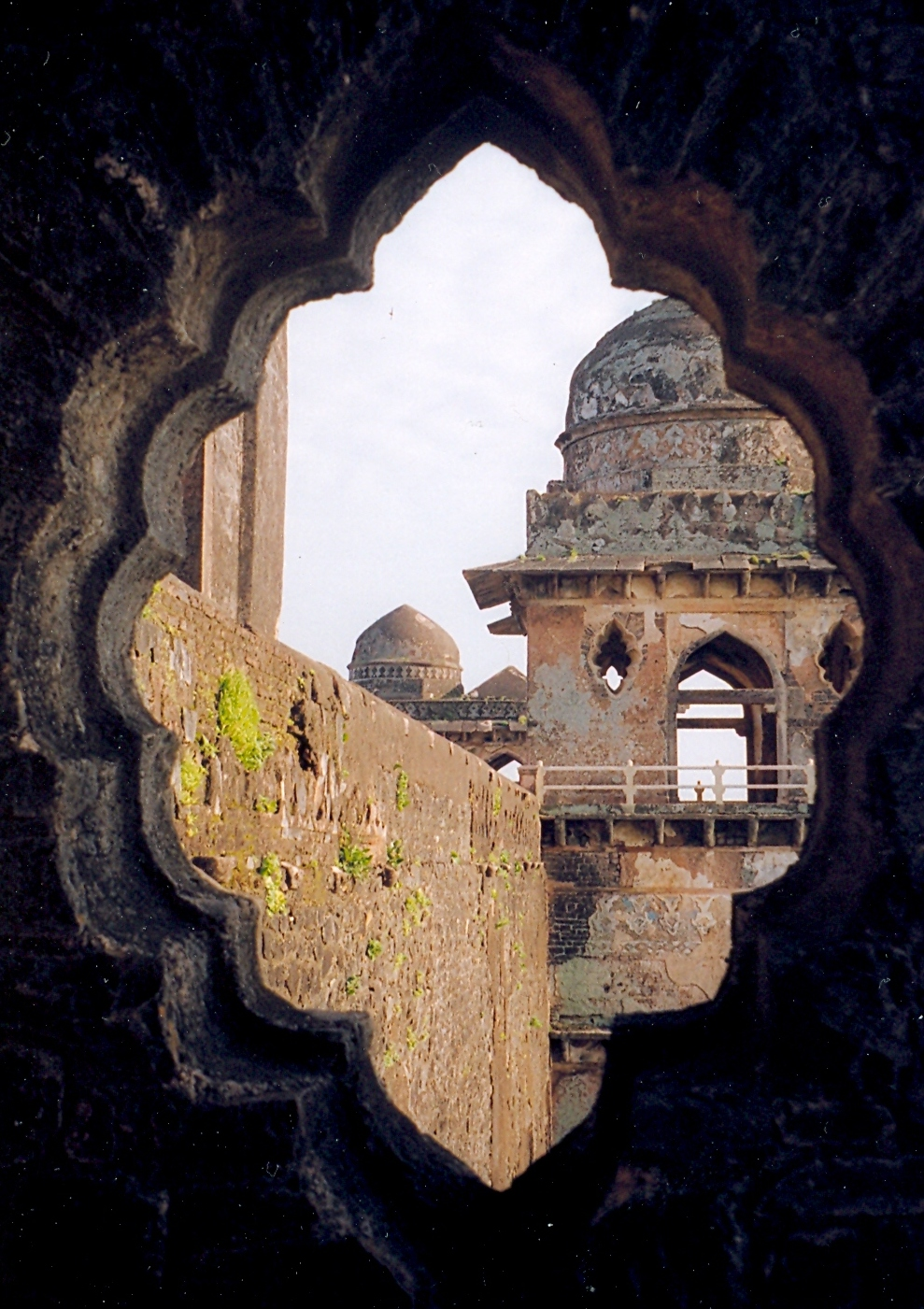
자하즈 마할

호샹 샤는 원래 요새의 폐허에 만두 요새의 기초를 놓았으며, 그와 함께 말와 건축의 두 번째이자 고전적인 단계가 시작되었다. 만두 요새의 25마일 길이 벽에 있는 10개의 관문 중 일부는 말와 술탄에 의해 건설되었으며, 가장 오래된 관문은 델리 다르와자(북쪽 관문)이다. 요새의 성벽 안에는 현재 40개의 구조물만이 다양한 보존 단계에서 살아남았다. 그중 가장 크고 인상적인 것은 자미 마스지드로, 비문에 따르면 호샹 샤 치세에 건설되기 시작하여 1454년 마흐무드 샤 1세 치세에 완성되었다. 힌돌라 마할로 알려진 놀라운 두르바르 홀도 호샹 샤에 기인한다. 자미 마스지드 맞은 편에 아슈라피 마할로 알려진 대규모 구조 복합 단지는 다소 오랜 기간 동안 연속적으로 지어진 건물 그룹으로 구성된다. 그 건물의 원래 중심지는 아마도 호샹 샤의 치세 동안 자미 마스지드의 부속 건물로 세워진 마드라사 건물인 것으로 추정된다. 피리슈타에 따르면 호샹 샤의 무덤은 마흐무드 샤 1세에 의해 지어졌다. 다리야 칸의 무덤, 다이 카 마할 및 차판 마할과 같은 후기 무덤은 같은 디자인으로 지어졌다. 두 개의 호수 사이에 위치한 긴 구조적 복합 단지에는 자하즈 마할(선박 궁전)이라는 흥미로운 이름이 있다. 이 기념물의 연대는 확실하지 않지만 일반적인 양식은 기야스 웃딘 할지의 성격과 일치한다. 리와 쿤드 옆 언덕 경사면에 있는 외로운 건물은 현지 사람들에게 바즈 바하두르의 궁전으로 알려져 있다. 비문에 따르면 이 기념물은 실제로 나시르 웃딘 샤에 의해 지어졌다. 라니 루프바티 누각은 고원의 남쪽 가장자리에 서 있으며 그 상황과 형태에서 알 수 있듯이 군사 목적으로 설계되었을 가능성이 크다.

## 역대 술탄

### 고르 왕조 (1401년 ~ 1436년)
1. 딜라와르 칸 1401–1406
2. 후삼웃딘 호상 샤 1406–1435
3. 타즈 웃딘 무함마드 샤 1세 1435–1436

### 할지 왕조 (1436년~ 1531년)
1. 알라 웃딘 마흐무드 샤 1세 1436–1469
2. 기야스 웃딘 샤 1469–1500
3. 나시르 웃딘 샤 1500–1510
4. 쉬하브 웃딘 마흐무드 샤 2세 1510–1531

### 공위기
1. 바하두르 샤 (구자라트 술탄) 1531–1537
2. 후마윤 (무굴 황제) 1535~1540

### 후기 통치자
1. 카디르 샤 1540–1542
2. 수자아트 칸 (셰리 샤 수리의 총독) 1542–1555
3. 바즈 바하두르 1555–1561

## 같이 보기
- 말와